# Colori e simboli del Frosinone Calcio

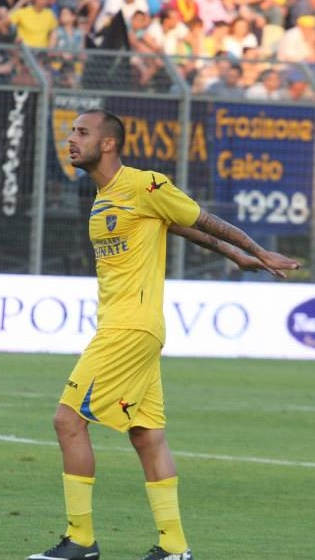
Danilo Soddimo con la prima divisa del Frosinone nella stagione 2013-2014.

I colori e simboli del Frosinone Calcio sono i segni distintivi che caratterizzano la principale società calcistica con sede nella città italiana di Frosinone.

## Maglia
Il completo di gioco casalingo del Frosinone è tradizionalmente costituito da una maglia gialla con numerazione azzurra, pantaloncini gialli e calzettoni gialli con finiture nella tinta opposta. La canonica tenuta da trasferta consta per contro di una maglia blu con numerazione bianca, pantaloncini blu, calzettoni blu. La terza tenuta da gioco prevede una maglia bianca con numerazione blu scuro, pantaloncini bianchi, calzettoni bianchi.
Il giallo e l'azzurro, seppur presenti in tutti gli stemmi del team, non sono stati gli unici colori adottati dal Frosinone Calcio. I primi colori sociali in assoluto, come specificato nell'atto costitutivo del 5 marzo 1906 all'articolo IV, furono il rosso e il blu,  ripresi dallo stemma cittadino. Solo in seguito il Frosinone cominciò a indossare divise gialle con dettagli color azzurro (richiamanti i colori dello stemma provinciale) ed in tempi ancor più recenti ad inserire nella propria simbologia l'effige del leone cittadino (presente, in una versione simile, anche nel già citato stemma provinciale).
Con riguardo ai massimi campionati professionistici, dal primo anno in assoluto in serie B (ovvero dal 2006) lo sponsor tecnico del Frosinone Calcio non è mai cambiato sino alla stagione 2017-2018 essendo stato Legea, così come il Main Sponsor commerciale che è la Banca Popolare del Frusinate. Dalla stagione di Serie A 2018-2019 il nuovo sponsor tecnico è Zeus Sport.
I motivi grafici delle maglie sono cambiati nel corso degli anni, pur mantenendo l'aderenza ai colori sociali del Frosinone.

1933-34

Nella prima maglia della stagione che ha portato alla promozione in serie B (2013-2014) gli inserti blu sono minimali, mentre in quella della conquista della massima serie (2014-2015) si può osservare la sagoma del leone rampante, che è presente sul logo societario, disegnato sul fianco sinistro.
La successiva stagione in Serie A ha visto la prima maglia con il colletto blue royal a polo con scollo a V, con inserti sulle maniche e con la scritta Frosinone calcio ricamata sul retro del collo. Vi è inoltre il simbolo del leone realizzato in giallo tono su tono, così come la grafica a bande orizzontali di diverso spessore a sfumare dal basso verso l'alto sul fronte e sul retro della maglia. I pantaloncini di colore hanno degli inserti in azzurro royal, così come i risvoltini dei calzettoni.
Nel campionato di Serie B 2016-2017 le maglie hanno un girocollo con finto scollo a V, messo in risalto dal colore a contrasto con il corpo della maglia, analogamente agli inserti delle maniche. La maglia, sia sul fronte che sul retro, presenta un effetto in chiaroscuro con colori “tono su tono” a formare delle bande verticali. Vi è inoltre, in basso a sinistra del lato anteriore, l'effige del leone.
Nella divisa principale della stagione 2017-2018 è presente il colletto ‘bicolore’ con la cucitura che riporta la scritta Frosinone Calcio e il leone stilizzato che copre tutta la maglia fino alla schiena.
La maglia dell'annata nella quale il Frosinone torna a calcare i campi di Serie A si contraddistingue per la presenza di bande verticali, presenti anche nelle divise da trasferta. In occasione della preparazione estiva in Canada è stata messa in vendita una serie a tiratura limitata utilizzata nella turnèe d'oltreoceano. Una casacca celebrativa speciale, che richiama quelle in uso negli anni '70, è stata messa in commercio in soli 300 cofanetti numerati e accompagnati da pergamene firmate dal presidente Maurizio Stirpe per festeggiare i 90 anni dalla affiliazione alla FIGC.
Nei decenni passati, nei quali la squadra ha militato in campionati dilettantistici e semiprofessionistici, la divisa pur rispettando i colori sociali, ha subito delle variazioni nel layout.
Un esempio è quello della stagione 1956-1957 e della stagione 1968-1969 con le maglia e calzoncini a tinta unita ma di colore diverso. Altre divise presentano maglie con bande bicolori verticali, come quella delle stagione 1960-1961 e 1934-1935.
All'inizio degli anni 70 la squadra disputa con la denominazione di Sporting Club Frosinone dei campionati di terza serie nazionale. Nella stagione 1970-1971 viene impiegata una maglia dove le fasce verticali sono soltanto due. Nella stagione successiva la maglia è a tinta unita con l'eccezione di una ampia banda questa volta orizzontale. Tre stagioni dopo (1973-1974) la fascia di diverso colore è obliqua a partire dalla spalla sinistra, metre l'anno seguente rimane del tutto simile ma la fascia cambia orientamento partendo dall'altra spalla. Alla casacca della stagione '73-'74 ci si è ispirati per la realizzazione della speciale maglia celebrativa per i 90 anni dall'affiliazione alla FIGC. Alcune divise in uso negli anni '70 sono state riutilizzate per più di una stagione.
Gli anni 80 e i decenni successivi hanno visto maglie gialle a tinta unita come avviene attualmente, con inserti blu che variavano a seconda della stagione, come per il campionato 1985-1986 ed il campionato 1989-1990, alla fine del quale la società fallisce e viene rifondata nella stagione successiva. 
Da notare come, nella stagione della rifondazione del 1990-1991, la società frusinate abbia adottato un layout in stile della Nazionale tedesca campione del mondo ad Italia '90.
Negli anni 2000 la prima divisa è di colore giallo, in alcuni casi con bande o simboli tono su tono, mentre gli inserti blu sono per lo più minimali. Negli anni 2010 compare spesso l'effige del leone sempre tono su tono.

## Stemmi e simboli

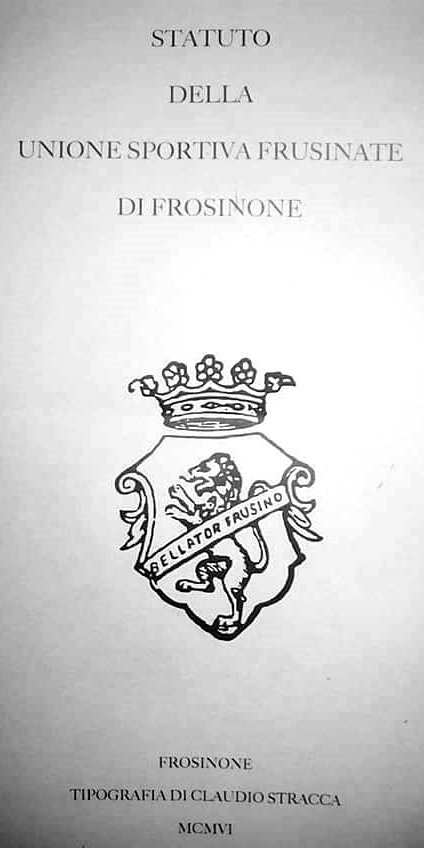
Statuto della Unione Sportiva Frusinate, 1906

Lo stemma del Frosinone è stato interessato da diversi cambiamenti nei decenni. I vari restyling sono stati talora dettati da scelte estetiche, talaltra da riassetti societari (il sodalizio nel corso della sua storia sportiva ha infatti attraversato il secondo conflitto mondiale e tre rifondazioni, con conseguenti cambi di denominazione, assetto societario e proprietà).
Il debutto dello stemma, che riprendeva quello comunale e recava la scritta "bellator Frusino", avvenne il 5 marzo 1906 con la redazione dello statuto della Unione Sportiva Frusinate, associazione polisportiva che comprendeva anche il calcio.
Solo nell'immediato secondo dopoguerra, a 17 anni dall'affiliazione della CXIX Legio M.V.S.N. Frosinone alla FIGC, il logo fu utilizzato anche sulle maglie nella stagione 1945-1946. Si trattava di uno scudo di tipo francese antico nel quale campeggiava il leone rampante delineato con filo blu su sfondo giallo. Tale stemma costituì il precursore, con circa venti anni di anticipo, dello scudo gotico bipartito giallo e azzurro con leone rampante che fu adottato, con varie modifiche, fino al 1990.
La sua prima versione risale al 1963, quando la denominazione sociale era Sporting Club Frosinone; esso consisteva in uno scudo partito di giallo e azzurro (colori sociali frusinati), nel quale campeggiava un leone dorato, mutuato dal simbolo della città. Tale stemma fu utilizzato fino al 1972, anno in cui subì modifiche grafiche; il leone divenne argenteo e lo scudo fu dotato di un bordo bianco, che s'ispessiva nella parte alta onde accogliere la dicitura S.C. FROSINONE, colorata in nero.

Stemma in uso negli anni 80

Col passaggio all'Associazione Sportiva Frosinone sulle divise compare un nuovo stemma circolare: un pallone da calcio del tipo Adidas Telstar bordato di giallo e blu, con un leone aureo a sovrapporsi centralmente. La denominazione sociale si collocava nel bordo giallo.
A partire dal 1990 il Frosinone Calcio utilizzò uno scudo squadrato di un inconsueto color ocra, nel quale campeggiava lo stemma cittadino, senza particolari rivisitazioni stilistiche. Sopra il simbolo comunale era collocato il nome della società, mentre al di sotto appariva un pallone da calcio del tipo Adidas Telstar.
Nel 1997 fu ripristinato lo stemma utilizzato fino al 1990, con leggere modifiche grafiche: il bordo dello scudo venne dorato, il colore del leone virò al bianco e il nome della società passò da nero a blu.
Ingenti modifiche furono apportate allo stemma a partire dal 1999: lo scudo ebbe una forma più arrotondata rispetto al precedente. Al suo interno campeggiava un ovale bianco bordato di blu, su sfondo giallo, nel quale trovava posto il leone, bianco anch'esso. Il corpo dell'animale era attraversato in orizzontale da un nastro giallazzurro. Nella parte alta dello stemma si ergeva la dicitura FROSINONE e nella parte bassa CALCIO.
Nel 2004 il logo subì un leggero restyling: il bordo dello scudo diventò blu-azzurro mentre l'ovale che conteneva il leone, e il leone stesso, furono colorati di argento.
Dal 2006 il simbolo sociale consiste in uno scudo sannitico bordato di giallo e colorato di azzurro, all'interno del quale campeggia un leone rampante azzurrino (il cui disegno riprende fedelmente quello dell'analoga figura dominante nel coevo stemma del Brescia), cui si sovrappone un nastro giallazzurro che ne sbarra il corpo; in capo all'insieme, su sfondo giallo, campeggia il nome della società. Nel 2011 tale disegno venne affinato, senza però risultarne alterato: vennero ravvivati i colori, estesa a tutta larghezza la banda giallazzurra e semplificata la resa grafica del leone.
Ad ottobre 2017 il club gialloblù propose un concorso di idee per un restyling completo del logo, affidato agli studenti dell'Accademia di Belle Arti di Frosinone: lo stemma scaturito da tale iniziativa non è tuttavia stato adottato.

## L'inno
(Rumori di Fondo, Frosinone alé)
L'inno ufficiale della squadra frusinate è Frosinone alé, il cui testo è stato scritto e cantato dai Rumori di Fondo. Il brano, composto da Emanuele Bovieri, Claudio Carlini e Maurizio Maura, fu inciso dalla band ciociara nel 2005 (Publicom Edizioni/Blond Records), raggiungendo subito una certa popolarità fra i tifosi. La società decise quindi di adottarlo come inno ufficiale. Frosinone alé è trasmesso poco prima dell'inizio delle gare in casa dagli altoparlanti dello stadio.
Vi sono poi alcuni inni non ufficiali, tra cui un buon riscontro lo ha "Un Cuore gialloblù", brano dal sapore pop di Dj Nick, i cui autori sono N. Peloso e D. Pignataro. Nel testo, dal forte spirito identitario, si fa riferimento alle radici volsche del territorio ciociaro e ad antenati celebri come Cicerone:
(Versi tratti dal testo di Un cuore gialloblù)
Di stampo prettamente rock è invece l'inno non ufficiale rivolto alla curva nord ciociara, "Amo il Frosinone" di Fabrizio Sparta, composto da Marco Ferazzi e Marco Schietroma, che fu inciso dal Joe Turner Project nel 2018 (Sottotetto records, distribuito da Valle Giovanni Edizioni Musicali).
(Versi tratti dal testo di Amo il Frosinone)
Tra gli inni del passato si ricorda in particolare "Vola canarino", scritto da Paolo Colapietro e inciso a metà degli anni 1980 su vinile e cassetta, con la voce di Mario Lavinia e una band di musicisti nella quale figuravano tra gli altri Arcangelo Grandi e lo stesso Colapietro.
(Versi tratti dal testo di Vola canarino)
Tra i cori originali, ovvero scritti ex novo musica e testo e non cantati da altre tifoserie, uno in particolare ha accompagnato i giallazzurri sin dai primi successi dell'era-Maurizio Stirpe: "Vinci con la forza del Leone". Si compone di due strofe e ritornello. La sua caratteristica peculiare, tenuto conto del fatto che il coro al più è accompagnato da un tamburo che scandisce l'inizio di ogni battuta, è l'esecuzione del ritornello che sembra cantato su un tempo di tarantella con metro composto binario 68, mentre le strofe sembrano ricalcare un ritmo 44. Inoltre, mentre il ritornello è costituito da 8 misure ripetute due volte secondo uno schema regolare, le due strofe sono composte da un numero dispari di battute 44 (sette battute nella seconda e addirittura sette più una battuta da 24 nella prima strofa).
(testo di Vinci con la forza del Leone)
Nel 2015 con i canarini promossi in Serie A, furono scritti diversi brani celebrativi non ufficiali tra i quali "Cuore da Leone", firmato da Benedetto Vecchio degli MBL. Altri pezzi legati alla serie A furono interpretati da Paola Fontana e anche dal cantante campano Gigione(il quale due anni dopo lo ricantò per il Benevento) non incontrando l'apprezzamento dei tifosi ciociari, tanto che egli se ne scusò pubblicamente e rimosse il video dal web.
Nel 2023 in occasione della partecipazione alla terza serie A nella storia del club, esce il brano "Sogno Giallo Blu", con testo e musica di Simone Aquilini, dedicato al raggiungimento della massimo campionato.
(Versi tratti dal testo di Cuore da Leone)

## Mascotte

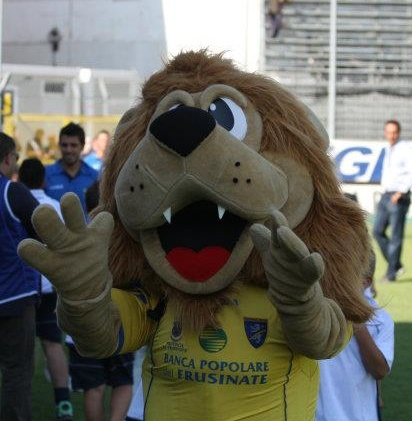
La mascotte Lillo

Dalla stagione 2007-2008 il Frosinone Calcio ha una mascotte chiamata Lillo, rappresentata da leone, animale che compare nello stemma cittadino. Il nome è stato scelto dai tifosi dei canarini tramite un sondaggio sul sito ufficiale della società. La mascotte accompagna da allora quasi ininterrottamente (fatti salvi alcuni mesi del 2013) le uscite casalinghe della squadra.

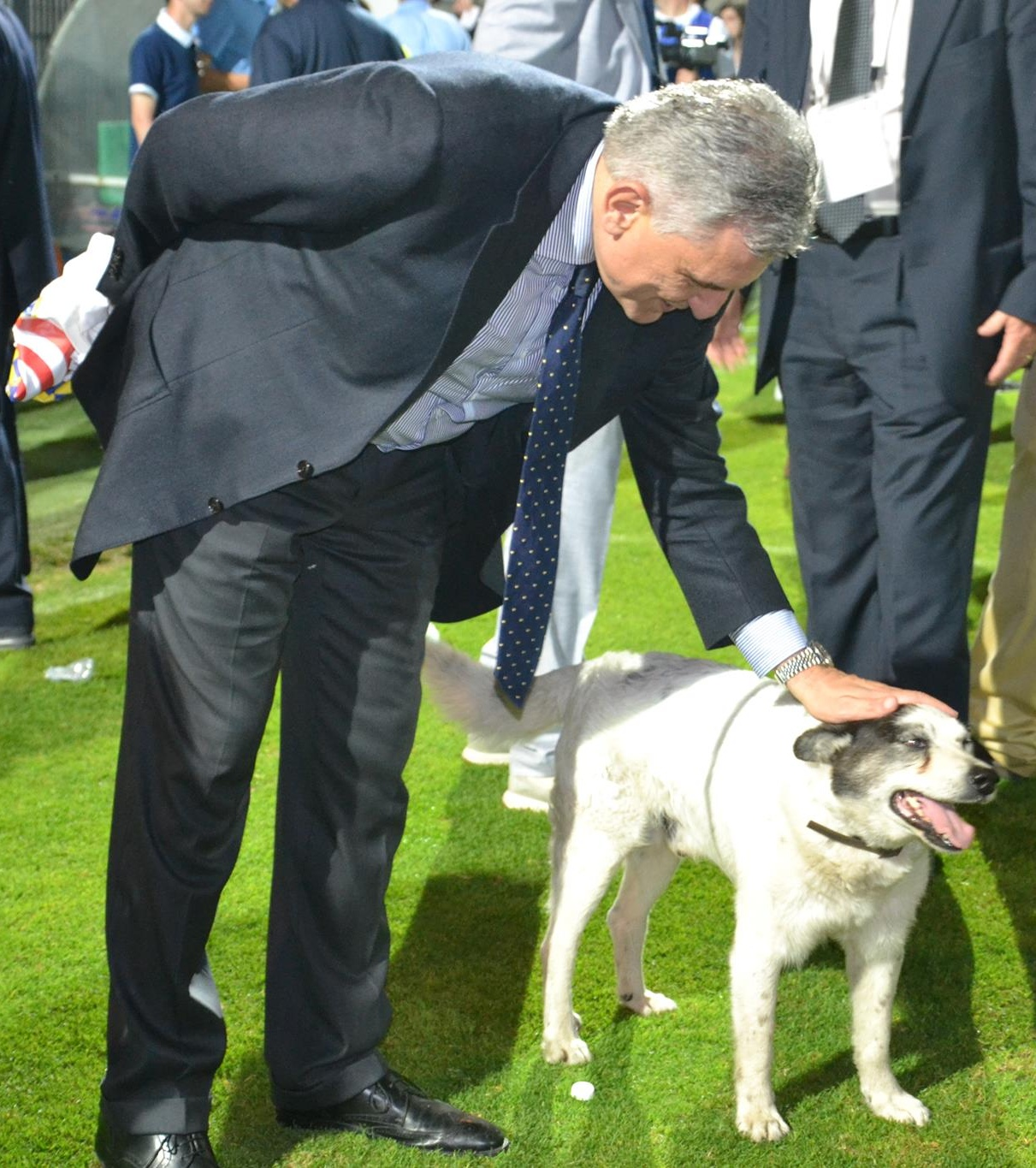
Maurizio Stirpe con Chicco al Matusa

Un ruolo analogo è stato rivestito dal cane Chicco, un meticcio di piccola taglia trovato abbandonato nell'estate 2001 nei boschi presso San Donato Val di Comino (allora sede del ritiro pre-stagionale del Frosinone) dai calciatori Luca Bocchino e Carmine Fruguglietti, i quali lo presero con loro ed ottennero che il club lo "adottasse" e lo stabilisse presso lo stadio Matusa, affidandolo alle cure del personale di servizio del campo. Il cagnolino ha quindi risieduto fino al decesso (sopravvenuto nell'estate 2016) nello stadio frusinate. Durante la sua permanenza in via Marittima, Chicco per due volte si rese protagonista di invasioni del campo di gioco nel corso di incontri ufficiali: la sera del 28 ottobre 2008 entrò sul prato del Matusa durante la partita Frosinone-Piacenza (obbligando l'arbitro a sospendere momentaneamente la gara), mentre l'11 maggio 2014 interruppe il play-off Frosinone-Salernitana valido per l'accesso in Serie B. Tali episodi, ampiamente ripresi dai mass media locali e nazionali (tra i quali il programma Striscia la notizia) contribuirono a rendere il cagnolino un elemento iconico e popolare nell'ambito del club ciociaro e dei suoi tifosi.

Riziero Di Camillo

Rientra sicuramente tra le mascotte del Frosinone Riziero Di Camillo (10/7/1910-30/3/1990), uno storico e originale supporter giallazzurro a cui la tifoseria ciociara è molto legata, tanto da rendere omaggio alla sua tomba all'indomani della promozione in Serie B e successivamente in Serie A.

Stadio Matusa, 1987: Riziero festeggia la C1 appena conquistata.

Riziero era solito arrampicarsi sul tetto della tribuna centrale e da lì sventolare una bandiera del Frosinone per poi fissarla sulla copertura, tra gli applausi degli spettatori. Nato non a Frosinone bensì originario di Civitavecchia, era attaccatissimo ai colori giallazzurri e ripeteva il proprio personale rituale ad ogni partita in casa del Frosinone.
I supporters ciociari, in un'iniziativa rivolta alla società del Frosinone Calcio per l'intitolazione di spazi del nuovo stadio Benito Stirpe ad importanti dirigenti, allenatori, calciatori e giornalisti della storia del club, hanno voluto includere anche Riziero di Camillo.

## Galleria d'immagini
I layout grafici delle maglie riportati sopra sono basati sulle seguenti immagini con divise storiche relative alle annate:

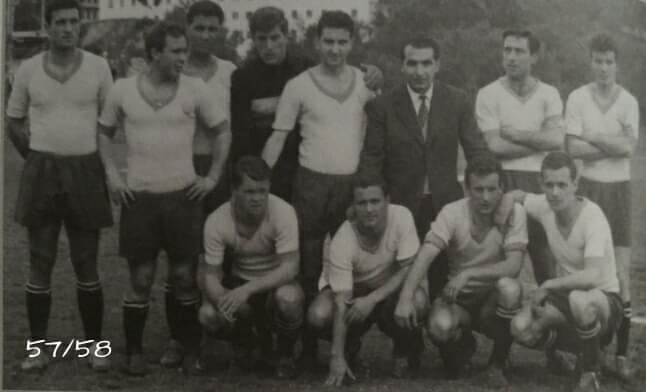
1957-58
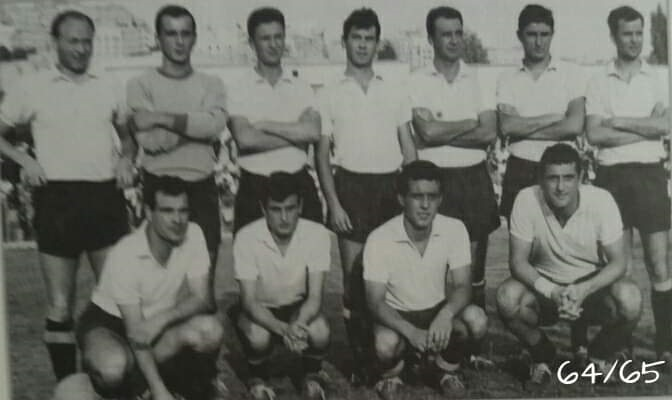
1964-65
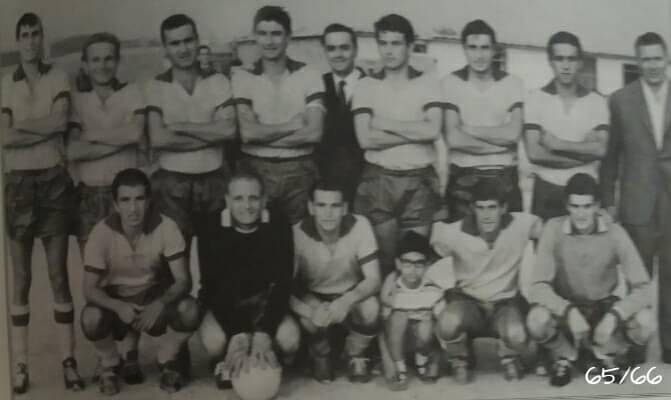
1965-66
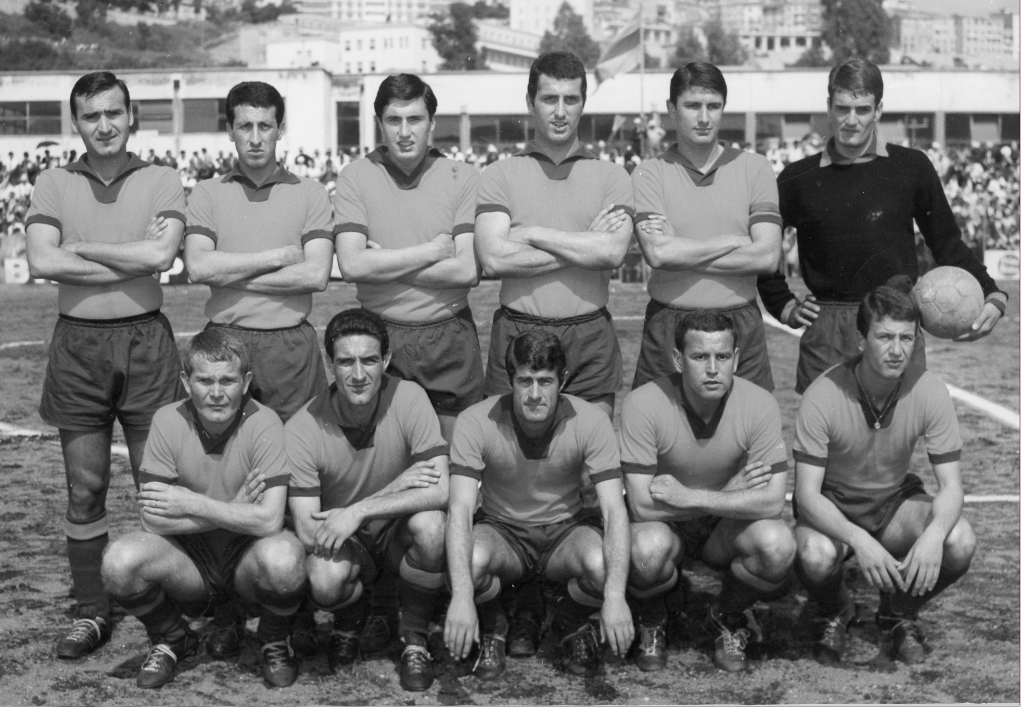
1965-66
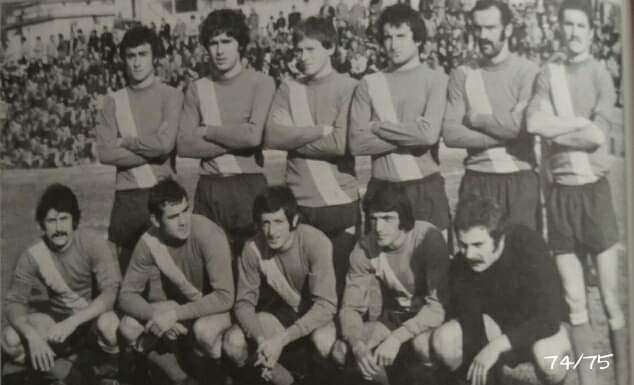
1974-75
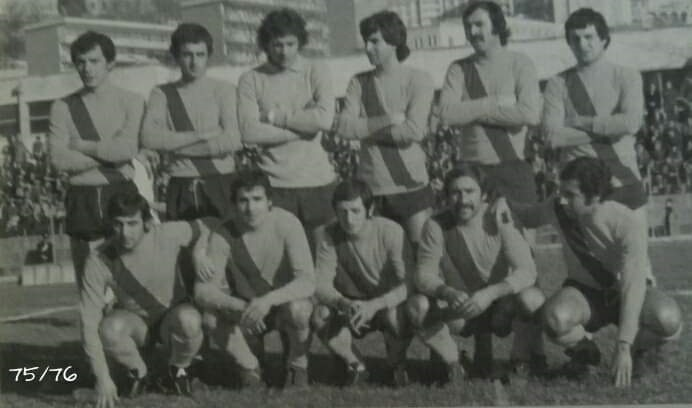
1975-76
1976-77
1977-78
1978-79
1990-91
1990-91